# Dianne Pilkington

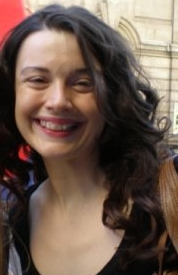
Dianne Pilkington

Dianne Lesley Pilkington (Wigan, 7 juni 1975) is een Engelse actrice. Ze studeerde aan de Guilford School of Acting in Engeland en heeft sindsdien veel opvallende rollen gespeeld, in zowel tours als in het Londense West End.
Pilkington behaalde grote faam door het spelen van Glinda in de West End-versie van de musical Wicked. Nadat ze op 23 april 2007 als cover van Glinda begon, verving ze Helen Dallimore (de originele West End Glinda) op 16 juli 2007. Pilkington speelde haar laatste voorstelling in Wicked op 27 maart 2010. Meest recentelijk speelde in The 39 Steps waar ze van 26 april tot 31 januari 2010 de rollen van Annabella Schmidt, Pamela en Margaret op zich nam. Van 9 mei tot 18 juni 2011 zal ze de rol van Amalia spelen in de musical She Loves Me in het Chichester Festival Theatre spelen.

## Biografie
Theatercarrière
| Jaar    | Voorstelling                     | Theater                     | Rol                                   |
| ------- | -------------------------------- | --------------------------- | ------------------------------------- |
| 2011    | She Loves Me                     | Chichester Festival Theatre | Amalia                                |
| 2010-11 | The 39 Steps                     | Criterion Theatre           | Annabella Schmidt, Pamela en Margaret |
| 2007-10 | Wicked                           | Apollo Victoria Theatre     | Glinda (vooraf cover voor Glinda)     |
| 2005-07 | Cats                             | UK Tournee                  | Grizabella                            |
| 2005    | The Far Pavilions                | Shaftesbury Theatre         | Belinda                               |
| 2004-05 | Snow White and the Seven Dwarves | Victoria Palace Theatre     | Snow White                            |
| 2003-04 | Tonight's the Night              | Victoria Palace Theatre     | Mary                                  |
| 2002-03 | Beauty and the Beast             | UK Tournee                  | Belle                                 |
| 2002    | Taboo                            | Victoria Palace Theatre     | Kim                                   |
| 2000-01 | The Beautiful Game               | Cambridge Theatre           | Protestant Girl                       |
| ?       | Sweeney Todd                     | Bridewell Theatre           | Beggar Woman                          |
| 1999    | Tess                             | Savoy Theatre               | Marion                                |
| 1997-98 | Les Misérables                   | Palace Theatre              | Fantine en Cosette                    |

## Workshops en concerten
Dianne Pilkington speelde 'Hope' in de Londense versie van de workshop van Urinetown, geregisseerd door John Rando; 'Tonya' in de workshop van Dr Zhivago geregisseerd door Des McAnnuff; de titelrol in Helen of Troy - a new musical, geregisseerd door Gary Griffin; 'Charlotte' in Charlotte - life or the theatre?. Daarnaast heeft ze opgetreden met Boy George in Concert at the Albert Hall.

## Prijzen
Pilkington was genomineerd voor 'The Best Takeover Role' bij de Theatregoer's Choice Awards, maar verloor van tegenspeelster Kerry Ellis. Pilkington en Alexia Khadime wonnen in de categorie 'Art and Culture Woman of the Future' bij de uitreiking van de 2009 Woman of the Future Awards.

## Film en televisie
Pilkington heeft een klein rolletje als blinde operazangeres in de film The Wolfman voor Universal Pictures.
Ze werd vierde in de West End-special van The Weakest Link, die op oudejaarsavond 2008 op tv te zien was. Ook was zij te zien in Britain's Got Talent waar zij een backstage tour van Wicked gaf en in This Morning waar zij samen met Alexia Khadime het nummer 'Popular' uit Wicked ten gehore bracht.

## Discografie
In 2008 nam Pilkington een nummer op voor de cd Act One - Songs From The Musicals Of Alexander S. Bermange, een album met 20 gloednieuwe en door 26 West End-sterren opgenomen nummers, de verkoop van de cd startte in oktober 2008 in Dress Circle Records. Ook heeft ze een viertal nummers voor de musical 'Over the Threshold' opgenomen.
In december 2010 heeft Pilkington haar eigen album genaamd 'Little Stories' uitgebracht.

## Opnamen
| Jaar | Nummer(s)                                                     | Album                                                        | Label                           |
| ---- | ------------------------------------------------------------- | ------------------------------------------------------------ | ------------------------------- |
| 2008 | "I Only Wish For You"                                         | "Act One — Songs From the Musicals of Alexander S. Bermange" |                                 |
| 2007 | "God's Own Country"                                           | The Beautiful Game                                           | UMC (Universal Music Catalogue) |
| 2003 | "Reason To Believe"                                           | Tonight’s The Night                                          |                                 |
| 2002 | "Love Is A Question Mark", "Pretty Lies", "Independent Woman" | Taboo                                                        |                                 |